# أحمد حمدي (دكتور)
الدكتور أحمد حمدي من مواليد 9 سبتمبر 1948 بالدبيلة ولاية الوادي الجزائرية، أكاديمي وكاتب وشاعر جزائري.  يعتبر أحد رواد حركة التجديد في الشعر الجزائري ، وأبرز شعراء ما يعرف بجيل السبعينيات في الأدب الجزائري. صدرت له عدة مؤلفات في مجالات الشعر والمسرح والبحث الأكاديمي .

## مجال الشعر
- انفجارات, ط1 : 1977 الشركة الوطنية للنشر والتوزيع ط2 : 1983. المؤسسة الوطنية للكتاب.
- قائمة المغضوب عليهم .. الشركة الوطنية للنشر والتوزيع 1980.
- تحرير ما لا يحرر, المؤسسة الوطنية للكتاب 1985.
- أشهد أنني رأيت ، الحكمة دار للنشر والتوزيع -
- 2000 je témoigne, j’ai vu…
- الأعمال الشعرية 1965م ـ 2005 ، منشورات وزارة الثقافة الجزائرية  2007.

## مجال المسرح
- أبوليوس.. مسرحية شعرية.. منشورات الاتحاد العام للأدباء والكتاب العرب, دمشق ـ سوريا 1990م . قدمها المسرح الوطني الجزائري بمناسبة عيد النصر والاستقلال واحتفاء بالجزائر عاصمة الثقافة العربية 2007 .
- حصن الأحرار، منشورات اتحاد الكتاب الجزائريين ، 2003م . لحنها الفنان معطي بشير وأنتجها التلفزيون سنة 2002م
- المقصلة اليومية.. مونودراما..التبيين 1992م
- وقت للضرب ووقت للطرح.. نشرت مسلسلة بجريدة (الخبر) 1996م - القاهرة .. دار مصر المحروسة 2007م
- حومة الطليان دار هومة للنشر 2010م

## مجال الدراسات والبحوث
- واقع السينما في الجزائر … ملحق خاص في المجاهد الأسبوعي  1979.
- الثورة الجزائرية والإعلام, ط 1: ديوان المطبوعات الجامعية 1990 - ط 2 : منشورات المتحف الوطني للمجاهد 1995م ط 3 : وزارة الثقافة الجزائرية 2007.
- ديوان الشعر الشعبي.. شعر الثورة المسلحة.. جمع ودراسة.. منشورات المتحف الوطني للمجاهد 1994.
- دراسات في الصحافة الجزائرية، دار هومة للنشر والتوزيع 2000.
- جذور الخطاب الإيديولوجي الجزائري، دار القصبة للنشر 2001.
- الخطاب الإعلامي العربي.. آفاق وتحديات، دار هومة 2002- ط.. 2.. وزارة الثقافة الجزائرية 2007.
- تاريخ الصحافة العربية في الجزائر.. تأليف مفدي زكرياء.. جمع وتحقيق..- ط.. 1.. منشورات مؤسسة مفدي زكرياْ 2003 ط.. 2. وزارة الثقافة الجزائرية 2007.

## وصلات خارجية
الموقع الرسمي